# Alsophis sajdaki
Alsophis sajdaki là một loài rắn trong họ Rắn nước. Loài này được Henderson mô tả khoa học đầu tiên năm 1990.